# Дойно Петков
Дойно Петков е български учен, доцент, доктор на науките, инженер, един от пионерите на космическата наука в България. Бил е заместник-директор на Института за космически изследвания към Българската академия на науките, София, България.
Завършва електроника в МЕИ, София след което работи в Централен институт по изчислителна техника и участва в разработката на първите компютри в България. Поканен е в Централната лаборатория по космически изследвания през 1975 г. дори преди нейното откриване. Участва в много международни проекти, изнася доклади на международни конференции, публикува научни статии, участва при изготвянето на електрониката на много космически уреди. Играе ключова роля при изготвянето и изработването на такава при изстрелването на първия български космонавт Георги Иванов. Включен е в състава на журито на състезанието на НАСА в България „Учен за един ден“ за ученици през 2019 – 2020 г. След кратко боледуване умира на 28 ноември 2020 г.
Участва в документалния филм за академик Димитър Мишев, с който си сътрудничат дълго време. Филмът се казва „Напред и нагоре“ (2013 г.).